# Robby Robinson
Robby Robinson (* 24. Mai 1946 in Damascus, Georgia) ist ein ehemaliger US-amerikanischer Bodybuilder, der in den 1970er Jahren aktiv war. Er ist auch unter dem Spitznamen „The Black Prince“ bekannt.

## Frühes Leben und Karriere
Robinson wurde am 24. Mai 1946 in Tallahassee, Florida, geboren und wuchs in einer großen Familie auf. Sein Vater arbeitete als Maurer und seine Mutter als Köchin. Robinson zeigte früh Interesse am Sport und begann im Alter von 14 Jahren mit dem Gewichtheben. In den folgenden Jahren entwickelte er sich zu einem talentierten Athleten und begann, an lokalen Wettbewerben teilzunehmen. 
Im Jahr 1975 trat Robinson bei seinem ersten professionellen Bodybuilding-Wettkampf an und gewann den Mr. America-Titel. In den folgenden Jahren erlangte Robinson zahlreiche weitere Titel, darunter den Mr. World-Titel im Jahr 1977 und den Mr. Olympia-Titel im Jahr 1994.
Neben seiner Karriere als Bodybuilder arbeitete Robinson als Personaltrainer und Ernährungsberater. Er war bekannt für sein strenges Training.

## Karriere
Robinson begann seine Karriere als Bodybuilder in den späten 1960er Jahren. Er wurde bekannt für seinen symmetrischen Körperbau und seine beeindruckende Muskeldefinition. In den späten 1970er Jahren wechselte Robinson in den Profibereich und nahm an der Mr. Olympia-Wettkampfserie teil, wo er 1977 den dritten Platz erreichte.
Robinson beendete seine Wettkampfkarriere im Jahr 2001 im Alter von 55 Jahren, nachdem er mehrere Titel gewonnen hatte, darunter den Mr. World, Mr. Universe und den Mr. America.

## Leben nach dem Bodybuilding
Robinson blieb auch nach dem Ende seiner Wettkampfkarriere im Bodybuilding aktiv und gründete sein eigenes Fitnessstudio in Los Angeles. Er widmete sich der Ausbildung von Bodybuildern und betreute unter anderem den Schauspieler Sylvester Stallone bei dessen Vorbereitungen für die Rocky-Filme.
Im Jahr 2007 wurde Robinson in die IFBB Hall of Fame aufgenommen.

## Persönliches
Robinson ist verheiratet und hat zwei Kinder.